# Dan Vadis
Daniel Constantin Vafiadis (Shangai, 3 de janeiro de 1938 - Lancaster, 11 de junho de 1987) foi um ator e fisiculturista norte-americano.

## Biografia
Antes de iniciar sua carreira de ator em épicos peplum, gênero muito popular no início dos anos de 1960, geralmente produzido na Europa, interpretando Ursus, Hércules, e outros heróis. Vadis serviu na Marinha Americana e, posteriormente, foi parte integrante do Revue Muscleman, uma turma de rapazes musculosos que se apresentavam nos shows da escandalosa Mae West, nos anos de 1950. 
Incentivado por Gordon Mitchell, outro astro dos épicos europeus a atuar nestes filmes, Vadis, ao contrário de seus colegas desse gênero, trabalhou também em Western spaghetti. Fez sucesso na Europa em uma sequência de filmes intitulados I dieci gladiatori, Il trionfo dei dieci gladiatori e Gli invencibili dieci gladiatori. Protagonizou, em 1962, Ursus, o gladiador rebelde, e em 1964, o herói Hércules, em O Triunfo de Hércules
Nos anos 1970, quando os filmes épicos saíram de moda, Vadis voltou para os Estados Unidos e passou a atuar em papéis menores nas produções de Hollywood, como Cahill, o xerife do Oeste, com John Wayne, e Doido para brigar, louco para Amar, além de Bronco Billy, ambos estrelados por Clint Eastwood.
Dan Vadis morreu em 1987, vítima de intoxicação aguda provocada por etanol e morfina, através de uma overdose acidental, enquanto dirigia seu carro pelo deserto da Califórnia.